# Cuento real (álbum)
Cuento Real es el tercer álbum de estudio de la banda Frágil, lanzado en 1992, aunque no obtuvo la difusión que se esperaba.

## Lista de canciones
Todas las letras escritas por Andrés Dulude, excepto donde se indique.
| N.º | Título                                   | Música                 | Duración |  |
| 1.  | «Cholita Linda (Vituchi)» (Instrumental) | Octavio Castillo       | 1:33     |  |
| 2.  | «Cuento Real» (Luis Valderrama)          | Luis Valderrama        | 4:45     |  |
| 3.  | «La Guerra del Quién Soy Yo»             | César Bustamente       | 7:21     |  |
| 4.  | «Ceja de Selva» (Instrumental)           | Octavio Castillo       | 1:16     |  |
| 5.  | «Se Perdieron los Niños»                 | Andrés Dulude y Frágil | 4:39     |  |
| 6.  | «La Historia de Adelaida»                | Octavio Castillo       | 4:58     |  |
| 7.  | «El Caimán»                              | Andrés Dulude          | 2:56     |  |
| 8.  | «Lizy» (Instrumental)                    | Octavio Castillo       | 3:00     |  |
| 9.  | «Mirando a Través de un Cristal»         | Andrés Dulude          | 4:08     |  |
| 10. | «Tiempo de Resurrección»                 | Andrés Dulude          | 3:24     |  |

## Presentación
- Andrés Dulude – Voz principal, coros y guitarra de 6 y 12 cuerdas.
- Octavio Castillo – Sintetizadores, guitarra steel, mandolín, flauta traversa, quena traversa, Hammond B3, ocarina, percusión andina y coros.
- Luis Valderrama – Guitarras eléctrica, clásica y acústica.
- César Bustamante – Bajo, guitarra de 12 cuerdas, melotrón, piano eléctrico, percusión andina y coros.
- Jorge Durand – Batería, percusión, percusión andina y coros.